# Kinsau
Kinsau – miejscowość i gmina w Niemczech, w kraju związkowym Bawaria, w rejencji Górna Bawaria, w regionie Monachium, w powiecie Landsberg am Lech, wchodzi w skład wspólnoty administracyjnej Reichling. Leży około 20 km na południe od Landsberg am Lech, nad rzeką Lech, przy drodze B17.

## Demografia
Dane o ludności z 31 grudnia 2008:
| Opis                                | Ogółem | Ogółem | Kobiety | Kobiety | Mężczyźni | Mężczyźni |
| ----------------------------------- | ------ | ------ | ------- | ------- | --------- | --------- |
| Jednostka                           | osób   | %      | osób    | %       | osób      | %         |
| Populacja                           | 1007   | 100    | 489     | 48,56   | 518       | 51,44     |
| Wiek przedprodukcyjny (0–17 lat)    | 206    | 20,46  | 94      | 9,33    | 112       | 11,12     |
| Wiek produkcyjny (18–65 lat)        | 639    | 63,46  | 307     | 30,49   | 332       | 32,97     |
| Wiek poprodukcyjny (powyżej 65 lat) | 162    | 16,09  | 88      | 8,74    | 74        | 7,35      |

## Polityka
Wójtem gminy jest Reinhard Hermann, rada gminy składa się z 8 osób.
|      | Kinsauer Liste | Razem |
| 2008 | 8              | 8     |
| 2002 | 8              | 8     |